# Oscar Albin Nilsson
Oscar Albin Nilsson, med signaturen O. Albin, född 1 mars 1890 i Skivarp i Malmöhus län, död där 28 mars 1984, var en svensk målare och före detta trädgårdsmästare. 
Han var son till lantbrukaren Nils Andersson och Elise Bengtsson samt från 1915 gift med bodbiträdet Anna Jönsson. Han arbetade först som trädgårdsmästare och bedrev sitt konstnärskap som hobby men övergick till att bli konstnär på heltid 1940. Han studerade vid Skånska målarskolan 1942–1943 och bedrev självstudier under vistelser i Frankrike 1947 och Italien 1953. Separat ställde han bland annat ut på Svaneholms slott, SDS-hallen i Malmö, Ystads konstmuseum och Trelleborgs konsthall. Hans konst består av landskapsmåleri, porträtt och figursaker utförda i olja. Han arbetade också med monotypier. Oscar Albin Nilsson är representerad vid Ystads konstmuseum, Eskilstuna konstmuseum och Skurups kommun.